# Karl 6. (Tysk-romerske rige)
 For alternative betydninger, se Karl 6.. (Se også artikler, som begynder med Karl 6.)
Karl 6. (født 1. oktober 1685, død 20. oktober 1740), var kejser af det tysk-romerske rige fra 1711 til 1740. Han var den anden søn af Leopold 1. , og lillebror til Josef 1., som han efterfulgte.
Karl stræbte allerede i 1700 efter den spanske trone i den Spanske Arvefølgekrig, men med freden i Rastatt 1714 måtte han opgive det. Videre arbejdede han på at få sin datter Maria Theresia anerkendt som sin efterfølger i de Habsburgske Arvelande, hvilket lykkedes med den pragmatiske sanktion i 1713. 
Karl 6. var den sidste i den habsburgske mandslinje.